# Квічаль буроволий
Квіча́ль буроволий (Zoothera heinei) — вид горобцеподібних птахів родини дроздових (Turdidae). Мешкає в Австралії, на Новій Гвінеї та на островах Меланезії. Вид названий на честь німецького орнітолога Фердинанда Гейне.

## Опис

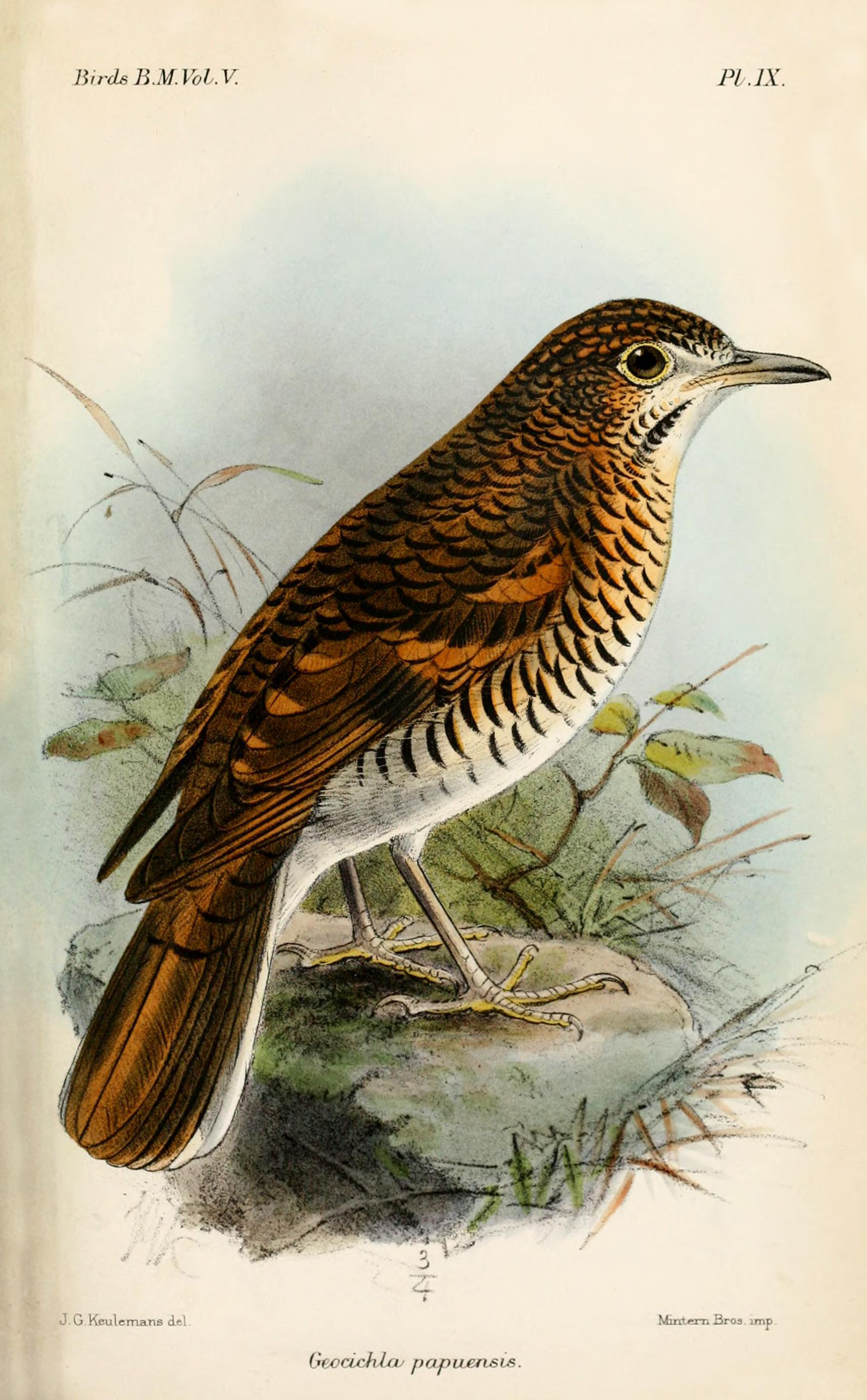
Буроволий квічаль

Довжина птаха становить 23—27 см. Забарвлення строкате, поцятковане чорними лускоподібними плямками. Верхня частина тіла темно-оливково-коричнева, на крилах дві світло-коричневі смуги. Горло білувате, поцятковане охристими смужками. Верхня частина грудей світло-охриста, решта нижньої частини тіла біла. Дзьоб світло-коричневий, лапи сіруваті або сіро-жовті.

## Підвиди
Виділяють чотири підвиди:
- Z. h. papuensis (Seebohm, 1881) — гори на сході Нової Гвінеї, зокрема на півострові Гуон;
- Z. h. eichhorni (Rothschild & Hartert, E, 1924) — острови святого Маттія[en] (північ архіпелагу Бісмарка);
- Z. h. choiseuli (Hartert, E, 1924) — острів Шуазель;
- Z. h. heinei (Cabanis, 1851) — східне узбережжя Австралії (від хребта Кларка[en] на південному сході Квінсленду до Сіднея на південному сході Нового Південного Уельсу).

## Поширення і екологія
Буроволі квічалі мешкають в Австралії, Папуа Новій Гвінеї, Індонезії і на Соломонових Островах. Вони живуть у вологих рівнинних тропічних лісів. Зустрічаються на висоті від 300 до 1700 м над рівнем моря.